# グレタ ひとりぼっちの挑戦
『グレタ ひとりぼっちの挑戦』（グレタ ひとりぼっちのちょうせん、I Am Greta）は、ネイサン・グロスマンが監督し、環境運動家のグレタ・トゥーンベリを取り扱った2020年の多国間製作のドキュメンタリー映画である。ワールド・プレミアは2020年9月3日に第77回ヴェネツィア国際映画祭で行われた。

## 製作
2019年12月、Huluが配給するグレタ・トゥーンベリのドキュメンタリー映画をネイサン・グロスマンが監督することが発表された。

## 公開
『グレタ ひとりぼっちの挑戦』のワールド・プレミアは2020年9月3日に第77回ヴェネツィア国際映画祭で実施された。また2020年9月11日に第45回トロント国際映画祭、2020年10月3日にフィルムフェスト・ハンブルクでも上映された。イギリスおよびドイツでは2020年10月16日にドッグウーフおよびフィルムウェルト配給で公開された。アメリカ合衆国では2020年11月13日に公開された。日本では2021年10月22日に公開された。

## 評価
レビュー集積サイトのRotten Tomatoesでは82件の批評に基づいて支持率は79%、平均点は7/10となり、「観客は『グレタ ひとりぼっちの挑戦』から何も新しいものを学ばないかもしれないが、若い活動家の心揺さぶる記録は感動的だ」とまとめられた。Metacriticでは20件の批評に基づいて加重平均値は69/100と示されたe。